# 維拉里奇 (密蘇里州)
維拉里奇（英語：Villa Ridge）是位於美國密蘇里州富蘭克林縣的普查規定居民點。

## 歷史
維拉里奇的郵局自1889年營運至今。

## 人口
根據2020年美國人口普查的數據，維拉里奇的面積為12.81平方千米，當中陸地面積為12.73平方千米，而水域面積為0.08平方千米。當地共有人口2601人，而人口密度為每平方千米203.04人。